# Manoku
Manoku är en del av en ö i Kiribati.   Den ligger i örådet Abemama och ögruppen Gilbertöarna, i den sydöstra delen av landet, 150 km sydost om huvudstaden Tarawa. Arean är 12,0 kvadratkilometer.
Terrängen på Manoku är mycket platt. Öns högsta punkt är 18 meter över havet. Den sträcker sig 11,0 kilometer i nord-sydlig riktning, och 4,6 kilometer i öst-västlig riktning.
Följande samhällen finns på Manoku:
- Kabangaki
- Bangotantekabaia Village
- Manoku Village
- Tebanga Village